# Sachalin-Zătoane
Sachalin-Zătoane ist ein Schutzgebiet in Natur- und Landschaftsschutz der IUCN-Kategorie IV Biotop- und Artenschutzgebiet (Vogelschutzgebiet) im Biosphärenreservat Donaudelta. Es befindet sich auf dem Areal der Gemeinde Sfântu Gheorghe, im Kreis Tulcea, in Rumänien.

## Beschreibung
Im Jahr 2000 wurde das Reservat Vătafu-Lunghuleț durch das Gesetz Nummer 5 vom 6. März zum Naturschutzgebiet von nationaler Bedeutung ausgewiesen. Als Teil des Biosphärenreservats Donaudelta gehört das Schutzgebiet Sachalin-Zătoane zum Weltnaturerbe der UNESCO.
Die Schutzzone Sachalin-Zătoane befindet sich im Süden des Donaudeltas, auf dem Areal der Gemeinde Sfântu Gheorghe. Sie ist mit mehr als 214 Quadratkilometer die flächenmäßig größte zusammenhängende Schutzzone des Reservats.
Sachalin-Zătoane wurde 1961 erstmals unter Naturschutz gestellt und im Jahr 2000 als Biotop zum Artenschutz ausgewiesen und dem Biosphärenreservat Donaudelta angegliedert. Die Seen und Küsten des Schutzgebietes dienen als Sammelplätze für Zugvögel während des Frühjahrs- und Herbstzuges. Die Insel Sachalin ist ein wichtiger Nist-, Durchzugs- und Rastplatz für etwa 100 verschiedene Vogelarten, von denen 14 Arten hier nisten.

## Fauna
Das Reservat Sachalin-Zătoane ist ein Vogelschutzreservat. Es bietet zahlreichen Vögeln einen geeigneten Nistplatz und Nahrung:
Purpurreiher (Ardea purpurea),
Rallenreiher (Ardeola ralloides),
Krauskopfpelikan (Pelecanus crispus),
Rosapelikan (Pelecanus onocrotalus),
Singschwan (Cygnus cygnus),
Löffler (Platalea leucorodia) und
Sichler (Plegadis falcinellus).